# Palacio Montaner

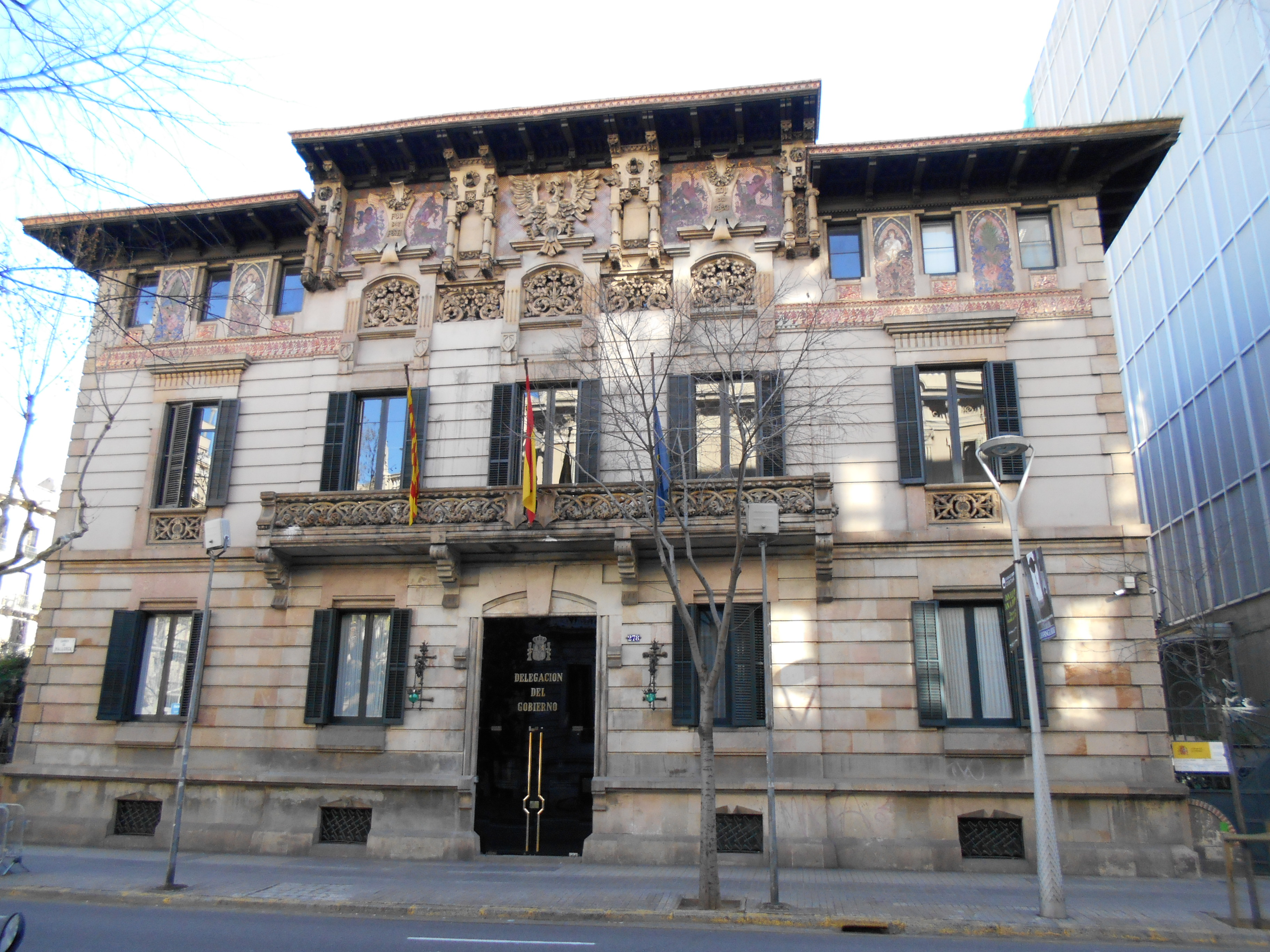
Vista general del Palacio Montaner.

El palacio Montaner es un edificio modernista situado en el número 278 de la calle de Mallorca de Barcelona, sede de la Subdelegación del Gobierno en Barcelona y que actúa también desde 2008 como sede provisional de la Delegación del Gobierno en Cataluña hasta que se reforme la sede original en la Antigua Aduana de Barcelona.

## Historia
Ramón Montaner encargó la realización de este edificio al arquitecto José Doménech y Estapá, situado al lado del que ya había construido unos años antes su socio, el editor Francisco Simón (el desaparecido Palacio Simón, obra del mismo arquitecto), ocupando entre ambas edificaciones toda la parte de la calle de Mallorca entre las calles de Roger de Llúria y Pau Claris.
El proyecto fue diseñado en 1889, pero ya comenzadas las obras, surgieron desavenencias con el propietario, lo que llevó a la ruptura del contrato, cuando ya se había acabado la planta y dos pisos.
Se hizo cargo de la continuación de las obras Lluís Domènech i Montaner, sobrino del dueño, quien ya había construido para él en 1885 el edificio de la Editorial Montaner i Simón (actual Fundación Antoni Tàpies).
La tercera planta y la decoración corrió a su cargo con la ayuda del arquitecto Antoni Maria Gallissà, que ya había colaborado con él anteriormente, en el que hoy es el Museo de zoología en el parque de la Ciudadela.
El muro que rodea la finca así como las rejas y las puertas metálicas habían sido diseñadas por Domènech i Estapà.

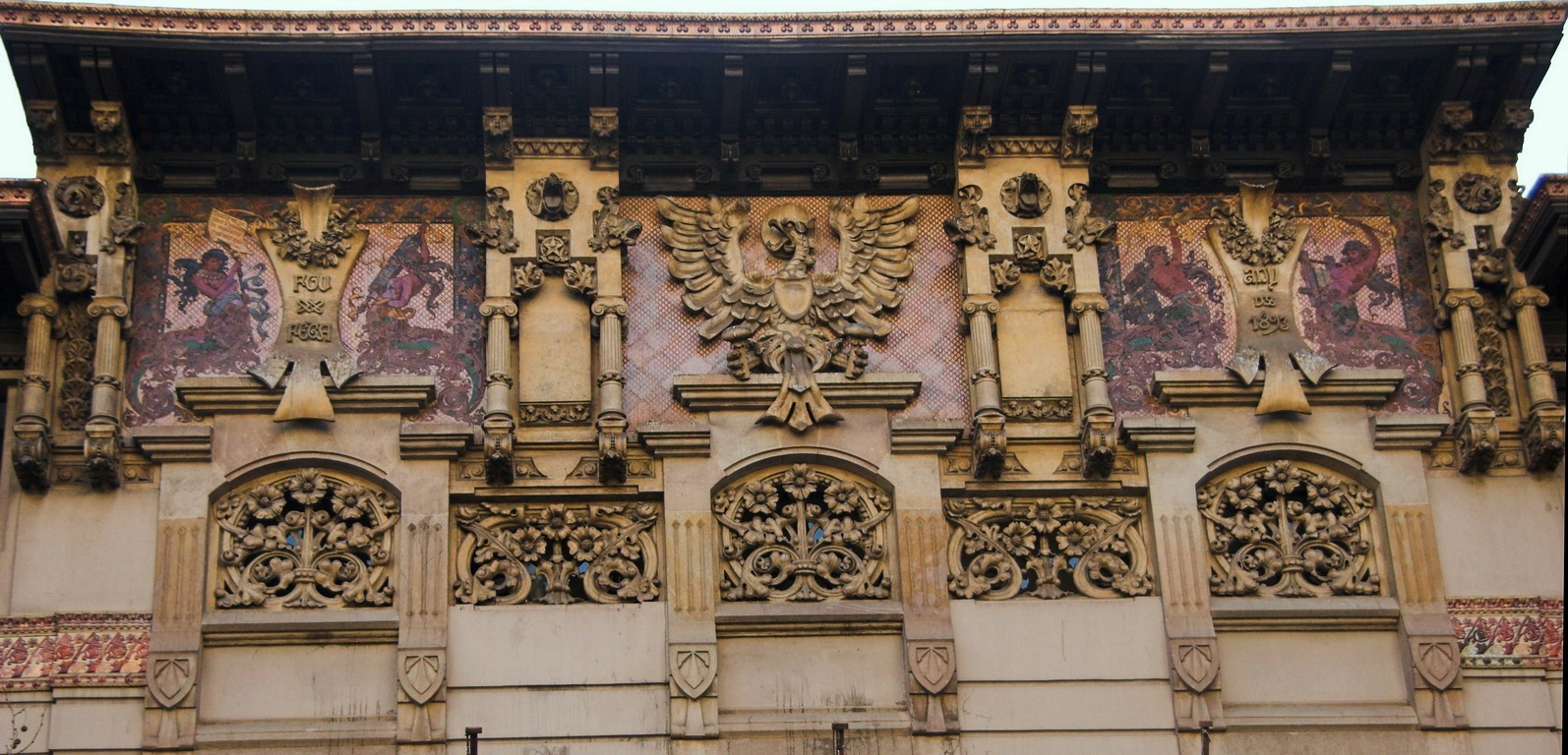
Detalle del friso del voladizo del edificio.

Toda la parte superior del edificio está decorada con grandes lienzos de mosaico vidriado representando la invención de la imprenta como un gran friso debajo del voladizo, que al llegar a lo que corresponde a la entrada de la calle Mallorca, se encuentra esculpida en piedra una águila que tiene a sus lados escudos con la fecha de la terminación del edificio.
El interior está decorado con gran suntuosidad, la escalinata principal con grandes adornos esculpidos en piedra, trabajos de ebanistería de Gaspar Homar, grandes vitrales de Antoni Rigalt i Blanch y esculturas de Eusebi Arnau. 
En 1980 se hizo una restauración por el arquitecto Marc Carbonell, para la adecuación del edificio como sede de la Subdelegación del Gobierno en Barcelona.